# Sei gradi. La sconvolgente verità sul riscaldamento globale
Sei gradi. La sconvolgente verità sul riscaldamento globale (titolo in lingua originale Six Degrees: Our Future on a Hotter Planet) è un saggio del giornalista ed ambientalista Mark Lynas, pubblicato in originale nel 2007 e in Italia nello stesso anno da Fazi Editore. L'argomento trattato è l'azione del riscaldamento globale a breve e lungo termine.
Il libro ha vinto nel 2008 il Royal Society Prizes for Science Books.
Dal libro la National Geographic Society ha tratto un film documentario dal titolo Six Degrees Could Change the World.

## Contenuto
In questo libro l'autore raccoglie un'ampia documentazione scientifica per illustrare i possibili scenari relativi alle modifiche che il cambiamento climatico in atto potrebbe apportare alle varie zone del pianeta, il tutto diviso per intervalli crescenti di temperatura, rimanendo all'interno di quanto previsto da rapporti ufficiali dell'Intergovernmental Panel on Climate Change. 
Partendo dall'ipotesi più favorevole, quella di un aumento di 1 °C, e passando a considerare scenari via via peggiori, fino ad un rialzo stabile di 6 C°, vengono mostrati i possibili effetti sui fragili equilibri che mantengono l'attuale aspetto del pianeta. Con le modifiche della circolazione marina ed atmosferica ci troveremmo a fronteggiare lo spostamento delle zone ad elevata piovosità sempre più a nord, con una progressiva espansione delle zone aride tropicali, ed una conseguente riduzione di aree adatte alle produzioni agricole su cui il genere umano conta per il proprio sostentamento. Piovosità che comunque, anche dove sufficiente per quantità, potrebbe assumere carattere più irregolare e presentarsi con fenomeni sempre più estremi, compromettendo così la regolarità dei raccolti. Fino alla comparsa di uragani in zone mai prima interessate da questi eventi, che comunque diverrebbero sempre più violenti dove già ora imperversano, superando le scale attuali. La riduzione in atto dei ghiacciai di tutto il mondo aumenterebbe i processi erosivi già osservati in Europa durante l'estate del 2003, con serie ripercussioni per gli animali che vivono in quei delicati ambienti. Con effetti simili a quelli che devono affrontare gli abitanti delle foreste equatoriali, i cui corrispondenti sottomarini, le barriere coralline, sono già da tempo interessate da crisi che si manifestano sotto forma di sbiancamenti massivi. E con la diminuzione del pH degli oceani dovuto all'aumento della CO2 la vita per questi ed altri organismi che posseggono gusci di carbonato di calcio diverrebbe impossibile, colpendo gravemente anche i componenti del fitoplancton, fonti di nutrimento essenziali per gli altri organismi marini. 

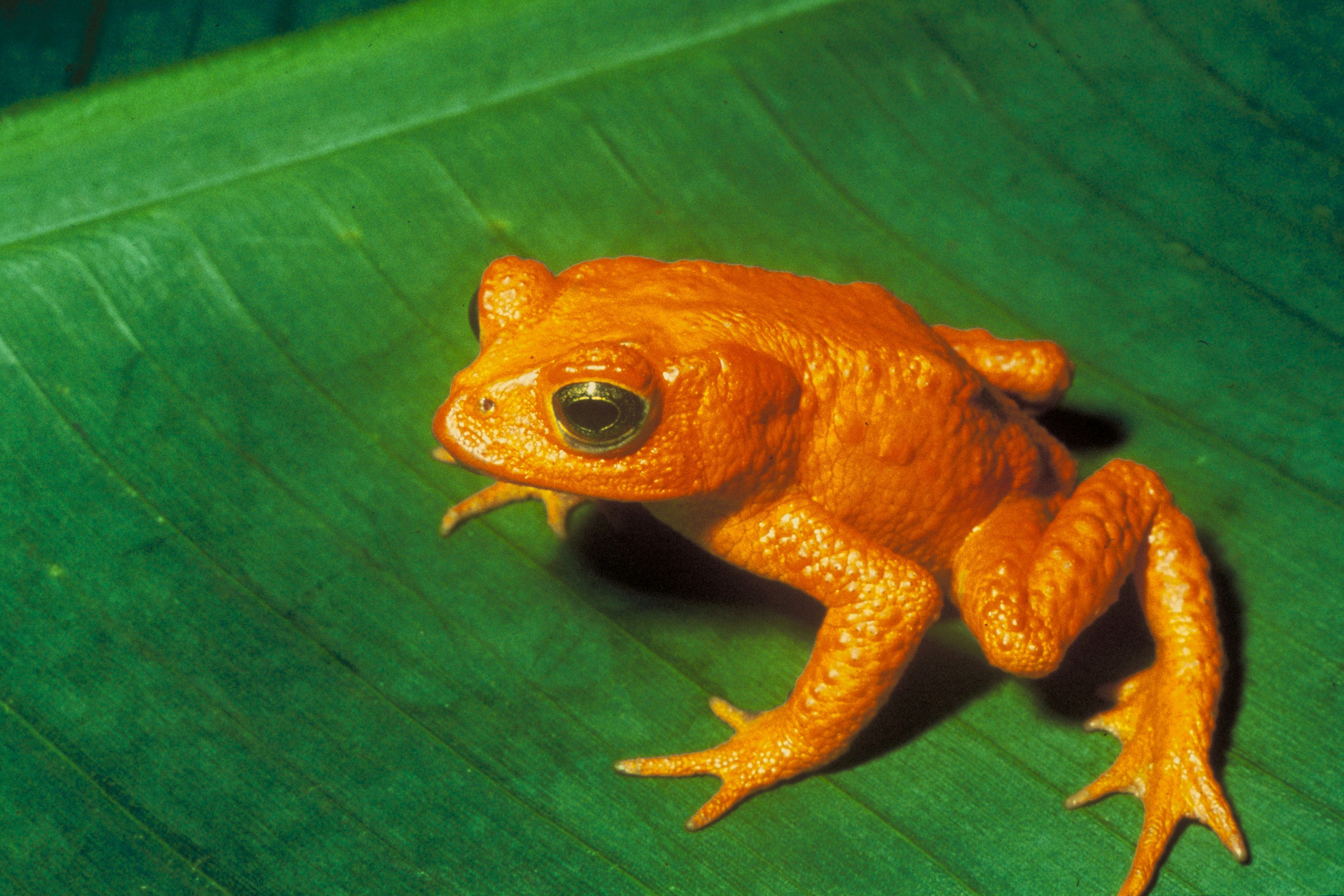
Rospo dorato (Incilius periglenes), nel libro citato come esempio di estinzione legata ai cambiamenti climatici

Un effetto, quello dell'alterazione di ambienti fondamentali per organismi impossibilitati ad adattarsi a variazioni troppo rapide, che accelererà inevitabilmente l'attuale tasso di estinzione di specie animali e vegetali, privandoci di una biodiversità preziosa ed insostituibile. La scomparsa definitiva dei ghiacciai d'alta quota eliminerebbe inoltre le riserve di acqua potabile per molte aree urbane situate in zone vulnerabili, portando ad una drastica riduzione della portata di corsi d'acqua e bacini naturali ed artificiali, il che condurrebbe ad una competizione tra esigenze d'uso civile, agricolo ed energetico. Un processo di fusione che per quanto riguarda le masse glaciali situate ai poli e nelle zone circumpolari richiederebbe - anche nello scenario più grave - parecchi secoli, comportando un lento ma progressivo innalzamento del livello dei mari, ma che già nelle fasi iniziali colpirebbe atolli di limitata estensione ed altezza come Tuvalu rendendoli inabitabili, costringendo le popolazioni che ci vivono all'esodo. Negli scenari peggiori, il livello degli oceani crescerebbe di molti metri sopra l'attuale, invadendo estese zone oggi densamente abitate, salinizzando terreni e falde acquifere, rendendoli inutilizzabili per l'uomo. Condizioni che la terra ha già affrontato in passato, durante ere in cui eventi naturali hanno prodotto fenomeni simili a quelle che prevedono gli attuali modelli, con una differenza fondamentale: i tempi molto più lunghi. Anche se in alcuni casi sono state trovate prove di variazioni molto rapide, come alla fine del Permiano, quando si verificò la più devastante estinzione di massa registrata sul pianeta. Un cataclisma legato probabilmente ad alcuni fenomeni di retroazione positiva che potrebbero spiegare gli andamenti non lineari delle variazioni climatiche registrate in passato, aprendo scenari inquietanti per il nostro prossimo futuro.
L'ultimo capitolo cerca di individuare possibili strategie per sfuggire alle logiche attuali, che a dispetto di risoluzioni ed impegni di organizzazioni internazionali e Stati, vedono la produzione di CO2 aumentare invece che diminuire. Un trend che sembra rendere inutile qualsiasi scelta, facendo apparire inevitabili i peggiori scenari prospettati nel libro. L'autore ritiene sia ancora possibile agire, nell'ottica di limitare i danni, adottanto una serie di approcci certamente difficili da far accettare ad un mondo che ha fame di energia e risorse, ma che rischia di pagare a caro prezzo la miopia delle sue scelte.

## Edizioni
- Mark Lynas, Sei gradi. La sconvolgente verità sul riscaldamento globale, traduzione di Thomas Fazi, prefazione di Luca Mercalli, 1ª ed., Roma, Fazi Editore, settembre 2008  [2007], ISBN 978-88-8112-955-3.